# Trémons
Trémons település Franciaországban, Lot-et-Garonne megyében. Lakosainak száma 404 fő (2022. január 1.). Trémons Trentels, Cazideroque, Dausse, Penne-d’Agenais és Saint-Georges községekkel határos.

## Népesség
A település népessége az elmúlt években az alábbi módon változott:
| Lakosok száma | 291  | 256  | 339  | 359  | 387  | 385  | 392  | 395  | 400  | 404  |
|               | 1968 | 1982 | 1990 | 2006 | 2013 | 2015 | 2017 | 2019 | 2020 | 2022 |